# 伊藤裕之
伊藤 裕之（いとう ひろゆき）は、スクウェア・エニックスのゲームクリエイター、東京造形大学造形学部卒業。岐阜県岐阜市出身。

## 概要
大学卒業後、スクウェア（現スクウェア・エニックス）に入社。最初はデバッグや効果音などの仕事をしていたが、『ファイナルファンタジーIV』で趣味のF1観戦から思いついたアクティブタイムバトルシステム (ATB) を発案する。ATBは特許を取り、現在の「ファイナルファンタジーシリーズ」の骨格となった。また、アビリティシステムやジャンクションシステムといった独創的なゲームシステムも開発している。
ゲームデザインとは別に「シオミ」の名で、『ファイナルファンタジーV』のアレンジ曲や、『ファイナルファンタジーIX』の主題歌の作詞なども手掛けている。2006年には、『ファイナルファンタジーXII』のディレクター（ゲームデザイン）を担当した。
趣味はモータースポーツ観戦、パズル、書道。
好きなゲームは『ウィザードリィ』、『ウルティマオンライン』、『ファイナルファンタジータクティクス』。

## 経歴
| 年   | 作品                                             | 詳細 |
| ---- | ------------------------------------------------ | --- |
| 1987 | ファイナルファンタジー                           | デバッグ |
| 1988 | ファイナルファンタジーII                         | デバッグ |
| 1989 | 魔界塔士Sa・Ga                                   | シナリオ |
|      | スクウェアのトム・ソーヤ                         | 企画 |
| 1990 | ファイナルファンタジーIII                        | 効果音・「エリーゼのために」演奏。                                                                                  |
| 1991 | ファイナルファンタジーIV                         | バトルデザイン、アクティブタイムバトル (ATB) 発明、スクウェアが特許獲得。                                           |
| 1992 | ファイナルファンタジーV                          | バトルデザイン、ジョブ・アビリティシステム開発。                                                                    |
|      | FF5 ディアフレンズ (CD)                          | （『FF5』の楽曲のアレンジCD）大森林の伝説/作詞。栄養ドリンク提供。                                                  |
| 1994 | ファイナルファンタジーVI                         | ディレクター（北瀬佳範と共同）、主にバトルデザイン面で魔石システムなどを開発。                                      |
|      | FF6 シングルCD                                   | FF6イメージソング 近付く予感/作詞（Vジャン共同企画）。                                                              |
|      | ファイナルファンタジー (OVA)                     | 監修（複数人数参加）                                                                                                |
| 1995 | クロノ・トリガー                                 | イベントプラン。 |
| 1997 | ファイナルファンタジータクティクス               | ゲームデザイン、バトルデザイン、『FFV』をより発展させたジョブアビリティを搭載したSRPG。                             |
| 1999 | ファイナルファンタジーVIII                       | バトルデザイン、カードゲーム・ジャンクションシステム開発。                                                          |
|      | おでかけチョコボRPG                              | ゲームデザイン |
| 2000 | ファイナルファンタジーIX                         | ディレクター、システムから主題歌の作詞まで広範に手がける。プレイステーションアワード2000、グランプリ受賞5部門制覇。 |
|      | Melodies of life (CD)                            | シオミ名義で作詞、オリコン初登場10位。作曲植松伸夫/歌白鳥英美子。                                                   |
| 2002 | テトラマスター                                   | システム原案。 |
| 2005 | いただきストリートSPECIAL                        | 協力 |
| 2006 | ファイナルファンタジーXII                        | ディレクター（ゲームデザイン）プレイステーションアワード2006、ダブルプラチナ受賞。                                  |
| 2007 | FFXIIインターナショナル                          | ディレクター。公式サイト短編小説。                                                                                  |
|      | ファイナルファンタジーIV（DS版）                 | バトル監修 |
| 2012 | ガーディアンクルス                               | システム原案、監修。                                                                                                |
| 2014 | デッドマンズクルス                               | バトル原案。 |
| 2017 | ファイナルファンタジーXII ザ ゾディアック エイジ | スーパーバイザー |
| 2021 | ダンジョンエンカウンターズ                       | ディレクター（ゲームデザイン）                                                                                      |

## ゲームデザイン
一般的にRPGは、時間をかけて育てれば誰でもクリアできるバランスの作品が多く、伊藤作品でもそういったやり込み要素は多いが、レベル上げ禁止やタイムアタックによるプレイヤー自身のスキルによってもクリア出来るバランスを非常に重視している。また、ボスモンスターを倒す事はプレイヤーの実力を試す試練であり、経験値といったご褒美は不要であるという持論も持っている。ただし、育成をせずにボスを倒すテクニックの多くは、アイテムやアビリティで敵の攻撃を封じる力押しやハメ技である事が多く、通常のプレイの際にそれらを駆使するとバランスを壊す面が少なからずある。これに関して一緒に仕事をしたスタッフは「レベルを上げるより装備やライセンスを集めたほうが強いと思います。人間の肉体が短期間で成長するわけがなく、新兵だろうと武装が強いほうが勝つのが伊藤の持論なので」と伊藤が近代戦的な思想を持っている事を語った。
『ファイナルファンタジーIX』以降は、『ファイナルファンタジーXII』でディレクター（ゲームデザイン）として参加。ガンビットを搭載したシームレスな戦闘システムADBは、『FFXII』のエグゼクティブプロデューサーである河津秋敏から「ATBはこの形にならなければ完成ではなかった、流石は伊藤」と絶賛された。余談だが『FFXII』完成直後に「次にやるなら『FF150』」としばらく関わりたくないような発言をした直後にインターナショナル版に早々と登板した。
過去の「実験作」『FFVIII』が「評価以前に成長システムを理解をできなかった」ユーザーが発生してしまったため、『FFXII』の記事ではライトユーザーがバトルシステムを理解するのが精一杯で成長システムを使いこなせない事を不安視する発言を何度もした。

## ゲームシステムの構築

### アクティブタイムバトルシステム (ATB)
『ファイナルファンタジーIV』にて、アクティブタイムバトルシステムを発明。ターン制のRPGには緊張感がなく眠いと評価し、フェラーリのセミオートマチック技術を参考に「セミリアルタイムバトルシステム」を発明、これを「アクティブタイムバトルシステム」と名付けた。このシステムは特許をとり、現在もFFシリーズの人気を支える売りとなっている。

### アビリティシステム
『ファイナルファンタジーV』にてアビリティシステムを発明。アビリティ（能力）を自由に取り外し・組み合わせを可能とした。『FFV』では「コマンドアビリティ」と「ジョブ特性」という2つの概念しかなかったが、『ファイナルファンタジータクティクス』で「コマンドアビリティ」「サポートアビリティ」「リアクションアビリティ」「ムーブアビリティ」の4体系に整理した。

### 担当したゲームシステム
- アクティブタイムバトルシステム：『ファイナルファンタジーIV』以降
  - 特許取得。
- ジョブアビリティシステム：ファイナルファンタジーV
- ジョブアビリティシステム (ver.FFT)：ファイナルファンタジータクティクス
- アクティブターンシステム：ファイナルファンタジータクティクス
- アクセサリシステム：ファイナルファンタジーシリーズ
  - 『FFV』以降全般。
- 魔石システム：ファイナルファンタジーVI
- ジャンクションシステム：ファイナルファンタジーVIII
  - 本人曰く実験作。「隔たったプレイを押し付けてしまった」と『FFIX』発売時に反省。
- おでかけチョコボRPG：ファイナルファンタジーVIII
  - 時田貴司命名。
- 精製システム：ファイナルファンタジーVIII
  - カード精製はスタッフ発案。
- 装備アビリティシステム：ファイナルファンタジーIX
  - 坂口博信発案だったが、つまらないという理由で大幅に改変。
- アクティブタイムイベント：ファイナルファンタジーIX
- モグネット：ファイナルファンタジーIX
  - 『FFIII』DS版とはやや異なる。
- アクティブディメンションバトルシステム：ファイナルファンタジーXII
- ライセンスシステム：ファイナルファンタジーXII
  - ライセンスボード担当。
- ガンビットシステム：ファイナルファンタジーXII
  - 『FFIV』でのエネミーAIを、コマンド入力による予期せぬ割り込み措置等を組み込みPC用に改良。
- ゾディアックジョブシステム：ファイナルファンタジーXIIインターナショナル
  - 2003年以前に企画中に没になっていたジョブシステムを復活。人員不足により消極的な方向で調整している。

### カードゲーム
『ファイナルファンタジーVIII』から登場したゲーム内ミニゲームで、トリプルトライアド、クアッドミスト（テトラマスター）の2種類のカードゲームをデザインした。
それぞれ現実のカードゲームやオンラインゲーム等に発展し、『FFVIII』ではスタッフの要望で精製によってカードをアイテムに改造できたが、『FFIX』では廃止されている。
- トリプルトライアド:ファイナルファンタジーVIII
- トリプルトライアド:バンダイカードゲーム
- トリプルトライアド:WindowsファイナルファンタジーVIIIデスクトップアクセサリー
- クアッドミスト:ファイナルファンタジーIX
- テトラマスター:PlayOnlineテトラマスターFromFINALFANTASY IX（直接は関わっていない）